# سيراس مينر
سيراس مينر هو شخصية أعمال وسياسي أمريكي، ولد في 24 يوليو 1827، وتوفي في 2 أكتوبر 1899. نشط حزبياً في الحزب الجمهوري. وقد انتخب عضو جمعية ولاية ويسكونسن ‏.